# Apelo ao Povo (França)
Apelo ao Povo (1872-1889) foi um grupo parlamentar bonapartista francês formado nos primórdios da Terceira República Francesa. Fundado em 1872, permaneceu ativo até o final da quarta legislatura. Atuou como um grupo parlamentar independente de 1872 a 1881 e, em seguida, como um dos componentes da "União de Direita", de 1881 a 1889.

## Formação
Abalados pela queda do Segundo Império Francês, os bonapartistas tinham apenas cerca de vinte representantes restantes na Assembleia Nacional Francesa após as eleições de fevereiro de 1871. No entanto, uma "reunião" de parlamentares bonapartistas foi formada em fevereiro de 1872, após a eleição de Eugène Rouher em uma eleição suplementar. O nome deste grupo vem do "Apelo ao Povo" lançado por Luís Napoleão Bonaparte (Napoleão III) durante o golpe de Estado de 1851, para submeter aos franceses seu plano de retornar a um regime consular semelhante ao de 1799. Os deputados bonapartistas pertencentes a esta reunião defendiam um sistema plebiscitário no qual um chefe de Estado forte derivaria sua autoridade e legitimidade superiores do sufrágio universal direto.
Organizada sob a liderança de Rouher, líder da ala conservadora do movimento bonapartista, a reunião do Apelo ao Povo foi estimada em vinte e cinco membros em 1873, ano em cujo início a morte de Napoleão III trouxe esperanças de uma restauração imperial ao jovem Príncipe Imperial Luís Napoleão. O grupo, apoiado por uma estrutura por vezes referida como "partido", cresceu durante a legislatura graças a eleições suplementares que demonstraram um retorno ao favoritismo dos bonapartistas: o Barão de Bourgoing, antigo escudeiro de Napoleão III, foi eleito em maio de 1874. Esse progresso foi confirmado nas eleições de 1876 e 1877, desastrosas para legitimistas e orleanistas, mas favoráveis aos bonapartistas: estes últimos contaram com 107 deputados - nesse período, o grupo integrou o 3º Gabinete Broglie.

## Declínio
No ano de 1879, a morte do Príncipe Imperial privou o Apelo ao Povo de um herdeiro indiscutível ao trono (seu sucessor, Vítor Bonaparte, não obteve apoio unânime), enquanto a renúncia do Presidente da França, Patrice de Mac-Mahon, abriu caminho para que a república se enraizasse. O herdeiro do trono após a morte do Príncipe deveria ser Napoleão José Bonaparte; no entanto, ele se definiu como um republicano e um verdadeiro anticlerical. Por isso, foi afastado em favor de seu filho, Vítor Napoleão. O partido permaneceu profundamente dividido, apesar da grande maioria em torno de Victor. A partir de 1881, o Apelo ao Povo perdeu visibilidade ao participar de uma união da direita.
Em 1887, o movimento contatou o general Georges Boulanger e juntou-se a ele, o que facilitou o encontro entre o general e o Príncipe José em 2 de janeiro de 1888, onde um apoio secreto foi acordado. A reaproximação entre o boulangismo e o bonapartismo era evidente para seus oponentes, embora os bonapartistas continuassem profundamente divididos. Ainda em 1888, uma parte do grupo deixou o boulangismo quando Boulanger fugiu, enquanto outra, por outro lado, continuou a apoiar efetivamente Boulanger e formou uma base militante organizada e disciplinada. O Príncipe José, em última análise, desempenhou um papel quase insignificante, e esses militantes sabiam disso.
No início do século XX, os remanescentes do Apelo ao Povo eram apenas um dos muitos componentes do movimento de extrema-direita da Belle Époque francesa.